# ERG Spółka Akcyjna
ERG Spółka Akcyjna (dawniej: Zakład Tworzyw Sztucznych „ERG-Ząbkowice”) – fabryka powstała w  Ząbkowicach, dzielnicy Dąbrowy Górniczej, poprzez powołanie warszawskiej spółki „Akcyjne Towarzystwo Elektryczność” w roku 1896.

## Historia
Początkowo produkcja obejmowała wytwarzanie wapna chlorowanego i sody kaustycznej. 
Podczas II wojny światowej fabryka została w znacznym stopniu zniszczona, jednakże jeszcze przed końcem działań wojennych ponownie wznowiła produkcję. 
Do 1949 roku intensywność produkcji wzrosła. Jednocześnie nastąpiła zmiana nazwy fabryki na Zakłady Elektrochemiczne „Ząbkowice”. Zmiana nazwy nastąpiła w związku z upaństwowieniem. W latach 1945–1949 dodatkowo rozpoczęto produkcję m.in. wody utlenionej farmaceutycznej, wodoru sprężonego czy azydku sodu.
Nazwa Zakłady Tworzyw Sztucznych „Erg-Ząbkowice” została nadana w roku 1972, kiedy Zakłady Elektrochemiczne „Ząbkowice” zostały włączone do Zjednoczenia Przemysłu Organicznego i Tworzyw Sztucznych „Erg”.
Nastąpiła wówczas duża zmiana w fabryce, zakończono produkcję związków nieorganicznych a rozpoczęto działania związane z produkcją tworzyw sztucznych.
Fabryka prosperowała najlepiej w latach osiemdziesiątych, było to związane w dużej mierze z okresowym napływem siły roboczej przybyłej na teren Zagłębia Dąbrowskiego. W okolicach fabryki powstało osiedle przeznaczone głównie dla pracowników ZTS „Erg- Ząbkowice”. ERG zakwalifikował się do czołowych producentów tworzyw sztucznych w Polsce.
W połowie lat 90. XX w. ERG zostaje przekształcony z przedsiębiorstwa państwowego w jednoosobową spółkę akcyjną Skarbu Państwa. 
W pierwszych latach XXI wieku nastąpił okres wykupywania akcji spółki przez prywatnych inwestorów. Na terenie zakładu zaczęły pracować prywatne firmy o takim samym profilu produkcji. 
W roku 2008 nastąpiła ostatnia zmiana nazwy fabryki na ERG Spółka Akcyjna. 
Obecnie na terenie zakładu powstała strefa przemysłowa obejmująca wiele prywatnych firm m.in. Totex, Talimex, Drewnex recycling plastics, Pago, ENALP, Aisto-Plast, Trans-Quardo.